# Neckera secunda
Neckera secunda là một loài Rêu trong họ Neckeraceae. Loài này được (Hook.) Müll. Hal. miêu tả khoa học đầu tiên năm 1850.